# Sherman (Nevada)
Sherman é uma comunidade não incorporada semi-fantasma no condado de Elko, no estado de Nevada, nos Estados Unidos.  

## História
A história de Sherman coincide com a família de Valentine Walter. Valentine e sua esposa vieram de Eureka e compraram uma propriedade em Sherman Creek em 1876. O casal teve doze filhos. Por causa de ter tantos filhos, Walter teve autorização para abrir e criar um distrito escolar em 9 de maio de 1886. Sherma era também paragem de carruagens. A família Walther forneciam refeições e alojamento aos passageiros. Walther tinha também um dos melhores pomares no estado de Nevada naquela época. Na sua propriedade cresciam cerejas,ameixas, alperces e maçãs (chegou a ter 250 macieiras). Infelizmente, Mrs Walther morreu em junho de 1895 e Valentine ficou sozinho para criar 11 filhos (um dos filhos havia morrido com apenas dois meses de vida). Em 1902, Walther e um seu amigo começaram a construir uma casa com 9 quartos que levou dois anos a concluir. Em 1922, Walther vendeu o rancho e partiu rumo a Elko, onde faleceu em 1933. Na atualidade, Sherman é propriedade privada e só se pode ali entrar com autorização do proprietário. Sabemos que alguns dos edifícios dos primeiros tempos ainda se mantêm com a ferraria e a escola.